# Melolontha sculpticollis
Melolontha sculpticollis är en skalbaggsart som beskrevs av Leon Fairmaire 1891. Melolontha sculpticollis ingår i släktet Melolontha och familjen Melolonthidae. Inga underarter finns listade i Catalogue of Life.